# Vilkupe

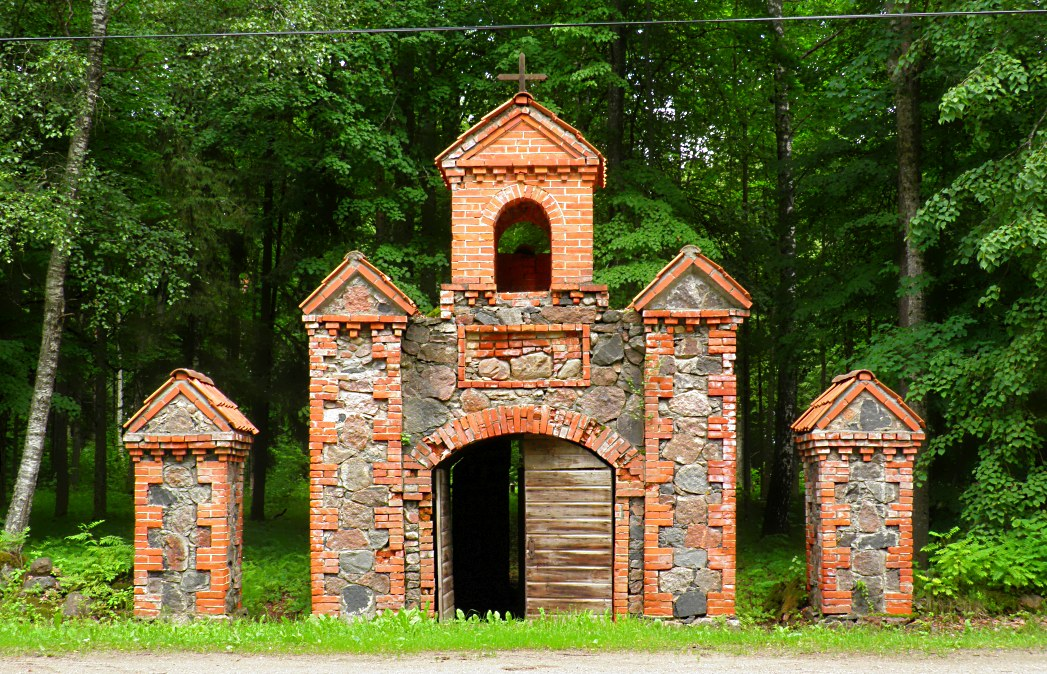
Cementerio de Vilkupe.

Vilkupe es un pequeño pueblo en el sureste de Letonia. El pueblo está situado en el distrito de Jēkabpils, y bordeando el distrito de Daugavpils. Vilkupe pertenece al municipio de Aknīste. Las fronteras de Vilkupe Gārsene (mansión de Gārsene, Asere (Asare), y Susēja. El centro del pueblo está situado en el valle del río Suseja.
Tres ríos fluyen a través del pueblo, los ríos Dienvidsusēja, Dobe y Vilkupe. Además, hay dos lagos, lago de Vilkupe (Zuju) y Mezezer (lago del bosque).
Hay alrededor de 80 residentes en la aldea, pero su número está disminuyendo cada año. El pueblo tiene alrededor de 27 casas, de las cuales la gente vive en sólo 17.
Tres viejas posadas se encuentran en Vilkupe, Vārpu Krogs, el Velna Krogs (Devil's Inn) y Skursteņkrogs. Antiguo molino de agua sluice fragmentos de pared de un antiguo puente de piedra sobre el río Dobe, Eglona-Susēja canal construido durante el reinado de Duque Jacob (Jacob Kettler), planta de procesamiento de leche y un sovkhoz Hoy en día está abandonada.